# Оксиринх
Оксиринх (Oxyrhynchos; на гръцки: Ὀξύρρυγχος; (лат.: Oxyrhynchus; староегипетски: Per-Medjed; днес: Al Bahnasa, близо до Сандафа, при Bany Mazar) е исторически град в Египет и значим археологически обект.
Намира се на 160 км югозападно от Кайро.

## Оксиринхски папируси
През 1896 г. оксфордските учени Бърнард Гренфел и Артър Хънт забелязват, че тук се откриват огромно количество папируси, много от които буквално се търкаляли под краката. Вероятната причина да бъдат запазени са сухата почва на Оксиринх и липсата на застрояване на мястото на древния град. Оттогава започват разкопки и Оксиринх се превръща в притегателно място за историците и изследователите на папируси, като проучванията продължават през целия 20 век. Намерените текстове са от епохите на елинизма, римляните и византийците. Датирани са от около 250 г. пр.н.е. до 700 г. и са написани основно на гръцки и латински, но има също текстове на египетски, коптски, еврейски, сирийски и арабски. Текстовете са на религиозна тематика, но има и шедьоври на древногръцката класическа литература. Макар че много от фрагментите са повредени, избледнели и нечетливи, учените продължават да полагат усилия за разчитането им. В Оксфордския университет се съхраняват половин милион папируса.
Сред оксиринхските папируси има фрагменти от изгубени творби на Сафо, Пиндар, Ивик, Софокъл, Еврипид, Менандър, Hellenica Oxyrhynchia – гръцка история от неизвестен автор, продължаваща историята на Тукидид, преразказ на изгубени книги на Тит Ливий, а също така много раннохристиянски текстове (т.нар. „оксиринхски евангелия“, апокрифното Евангелие от Тома). Тук е намерен най-ранният екземпляр от съчинението „Елементи“ на Евклид.